# Polygala pseudohebeclada
Polygala pseudohebeclada är en jungfrulinsväxtart som beskrevs av Chod.. Polygala pseudohebeclada ingår i släktet jungfrulinssläktet, och familjen jungfrulinsväxter. Inga underarter finns listade i Catalogue of Life.